# راه‌آهن شیزوکو
راه‌آهن شیزوکو (انگلیسی: Shizuoka Railway) شرکت ترابری ریلی ژاپنی است، که در سال ۱۹۱۹ تأسیس شد.